# Ludwig Bröcker
Ludwig Bröcker (geb. 29. Juli 1940) ist ein deutscher Mathematiker und Hochschullehrer.

## Leben
Bröcker, Sohn von Walter Bröcker studierte ab 1961 Mathematik und Physik an den Universitäten Kiel und Grenoble. In Kiel wurde er 1968 bei Friedrich Bachmann promoviert (Zur Struktur orthogonaler Gruppen über bewerteten Körpern), und er habilitierte sich 1972 (Kinematische Räume). 1975 wurde er Professor für Mathematik an der Universität Münster. Seine Hauptarbeitsgebiete sind: Geometrische Algebra und quadratische Formen, reelle algebraische Geometrie, Integralgeometrie.
Theodor und Johannes Bröcker sind seine Brüder, Eva-Bettina Bröcker seine Ehefrau.